# Bellancourt
Bellancourt är en kommun i departementet Somme i regionen Hauts-de-France i norra Frankrike. Kommunen ligger i kantonen Abbeville-Nord som tillhör arrondissementet Abbeville. År 2022 hade Bellancourt 505 invånare.

## Befolkningsutveckling
Antalet invånare i kommunen Bellancourt
| Referens: INSEE |